# 帕克頓鎮區 (北卡羅萊納州羅伯遜縣)
帕克頓鎮區（英語：Parkton Township）是位於美國北卡羅萊納州羅伯遜縣的一個鎮區。

## 地方資料
帕克頓鎮區的面積為67.33平方千米，皆為陸地。根據2020年美國人口普查的數據，當地共有人口3484人，而人口密度為每平方千米51.75人。